# Hiding Out
Hiding Out é um filme estadunidense de 1987, do gênero comédia, dirigido por Bob Giraldi.

## Sinopse
Um jovem corretor de Wall Street se envolve por acaso com a máfia e tentando escapar se disfarça de estudante punk e volta para o colégio. Trata-se de uma comédia ligeira que mostra as dificuldades normais de um adolescente no colégio e que ao mesmo tempo terá de escapar dos bandidos que o procuram.

## Elenco
- Jon Cryer como Andrew Morenski/Maxwell Hauser
- Keith Coogan como Patrick Morenski
- Annabeth Gish como Ryan Campbell
- Claude Brooks como Clinton
- Oliver Cotton como Assassino
- Tim Quill como Kevin O'Roarke
- Tony Soper como Ahern
- Ned Eisenberg como Rodrigues
- Marita Geraghty como Janie Rooney
- John Spencer como Baky
- Gretchen Cryer como Lucy Morenski
- Anne Pitoniak como Vovó Jennie
- Beth Ehlers como Chloe
- Richard Portnow como Sr. Lessig
- Gerry Bamman como Sr. Stevens
- Jack Gilpin como Dr. Gusick
- Joy Behar como Gertrudes
- Lou Walker como Ezzard